# Podlaska Wytwórnia Samolotów
La Podlaska Wytwórnia Samolotów (PWS) fu un'azienda aeronautica polacca con sede a Biała Podlaska, attiva tra il 1923 e il 1939 nella manutenzione di velivoli, nella costruzione di modelli di concezione straniera su licenza e nella progettazione, sviluppo e produzione di modelli di aerei civili e militari.
I suoi stabilimenti vennero quasi completamente rasi al suolo dai bombardamenti tedeschi durante la Campagna di Polonia.

## Storia
La Podlaska Wytwórnia Samolotów SA venne fondata nel novembre 1923, su iniziativa di quattro imprenditori intenzionati a investire nell'emergente mercato dell'aviazione. Tra questi anche Stanisław Różyczka de Rosenwerth, proprietario di numerose attività e del birrificio che dall'anno successivo divenne sede degli stabilimenti aziendali con presidente lo stesso Rosenwerth.
Dopo aver acquistato una licenza di produzione dalla francese Aéroplanes Henry Potez, il primo modello avviato alla produzione in serie fu il Potez XV, nella sua versione bombardiere, su contratto di fornitura emesso dalle autorità militari polacche per 35 esemplari costruiti a partire dal 1925.
Dal 1929 gli stabilimenti produssero, sempre su licenza francese, 155 Potez 27, 150 Potez 25 e 50 caccia PWS-A, variante su licenza del cecoslovacco Avia BH-33. Inoltre, nel 1931, realizzò 50 esemplari dell'addestratore Bartel BM-4 progettato dalla Samolot.
Nel 1925 venne istituito un ufficio tecnico interno incaricato di avviare progetti originali, del quale facevano parte tra gli altri Stefan Cywiński, Zbysław Ciołkosz e August Bobek-Zdaniewski. Nonostante avesse sviluppato un gran numero di prototipi, solo una minima parte di essi riuscirono a essere prodotti in serie. Il primo modello di propria concezione ad essere costruito in gran numero fu il caccia PWS-10 del 1930, realizzato in 80 esemplari, cui seguirono in quantità molto più limitate l'addestratore PWS-14 e l'aereo passeggeri PWS-24. I PWS-10 e PWS-24 sono stati rispettivamente il primo caccia ed il primo aereo passeggeri di costruzione polacca avviati alla produzione in serie. Nel 1929 l'azienda si dotò di impianti tecnologicamente avanzati realizzando una galleria del vento, la prima costruita in Polonia. Tutti i modelli di progettazione PWS erano caratterizzati dalla tecnica di costruzione interamente in legno o a tecnica mista.
Nel 1932 la PWS venne nazionalizzata per evitarne il fallimento, dedicandosi principalmente alla produzione su licenza, con 500 esemplari degli addestratori RWD-8 (progettati dalla RWD) e 50 del britannico Avro 621 Tutor, indicato come PWS-18. Accanto a questi continuarono ad essere sviluppati modelli di propria concezione, tra i quali ebbero un buon successo commerciale gli addestratori avanzati PWS-16 e PWS-26, questi ultimi costruiti in 320 unità tra il 1936 e il 1939.
Nel 1936 l'azienda divenne una controllata della statale Państwowe Zakłady Lotnicze (PLZ) e negli anni successivi avviò lo sviluppo di una serie di progetti per aerei militari, che non vennero costruiti a causa dello scoppio della seconda guerra mondiale. Tra questi l'addestratore avanzato bimotore PWS-33 Wyżeł e l'aereo da turismo sportivo biplano PWS-35, entrambi già previsti per la produzione in serie ma cancellati per l'inizio del conflitto.
Nell'ottobre 1937 venne costituita la Lwowskie Warsztaty Lotnicze (LWL), come divisione della PWS, attiva nella produzione di alianti di propria concezione, designati con le lettere PWS, e su licenza, attentandosi su 160 unità costruite prima dell'invasione tedesca.
Dopo lo scoppio della seconda guerra mondiale, gli stabilimenti PWS vennero bombardati dalla Luftwaffe il 4 settembre 1939, distruggendo circa il 70% degli edifici. Le attrezzature sopravvissute furono in seguito saccheggiate dall'Armata Rossa nella successiva invasione sovietica della Polonia.

## Modelli
| Modello       | Tipo                        | Produzione                     | Configurazione                                | Anno primo volo | Note                      |
| PWS-A         | caccia                      | produzione in serie            | monomotore, monoposto biplano                 | 1929            | Avia BH-33 su licenza     |
| PWS-1         | caccia pesante              | solo prototipo                 | monomotore biposto monoplano ad ala alta      | 1927            |                           |
| PWS-3         | aereo da turismo            | solo prototipo                 | monomotore biposto monoplano ad ala alta      | 1927            |                           |
| PWS-4         | aereo da turismo            | solo prototipo                 | monomotore, monoposto monoplano ad ala bassa  | 1928            |                           |
| PWS-5         | cooperazione con l'esercito | piccola serie                  | monomotore, biposto biplano                   | 1928            |                           |
| PWS-6         | aereo da collegamento       | solo prototipo                 | monomotore, biposto biplano                   | 1930            |                           |
| PWS-8         | aereo da turismo            | solo prototipo                 | monomotore, biposto biplano                   | 1929            |                           |
| PWS-10        | caccia                      | produzione in serie            | monomotore, monoposto monoplano ad ala alta   | 1930            |                           |
| PWS-11        | addestratore caccia         | solo prototipo                 | monomotore, monoposto monoplano ad ala alta   | 1929            |                           |
| PWS-12        | aereo da addestramento      | solo prototipo                 | monomotore, biposto biplano                   | 1929            |                           |
| PWS-14        | aereo da addestramento      | produzione in serie            | monomotore, biposto biplano                   | 1931            |                           |
| PWS-16        | aereo da addestramento      | produzione in serie            | monomotore, biposto biplano                   | 1933            |                           |
| PWS-18        | aereo da addestramento      | produzione in serie            | monomotore, biposto biplano                   | 1935            | Avro 621 Tutor su licenza |
| PWS-19        | ricognitore-bombardiere     | solo prototipo                 | monomotore biposto monoplano ad ala alta      | 1931            |                           |
| PWS-20        | aereo di linea              | solo prototipo                 | monomotore, monoplano ad ala alta, 8 posti    | 1929            |                           |
| PWS-21bis     | aereo di linea              | solo prototipo                 | monomotore, monoplano ad ala alta, 6 posti    | 1930            |                           |
| PWS-24        | aereo di linea              | piccola serie                  | monomotore, monoplano ad ala alta, 6 posti    | 1931            |                           |
| PWS-26        | aereo da addestramento      | produzione in serie            | monomotore, biposto biplano                   | 1935            |                           |
| PWS-33 Wyżeł  | aereo da addestramento      | prototipo, produzione prevista | bimotore, biposto monoplano ad ala bassa      | 1938            |                           |
| PWS-35        | aereo da turismo            | prototipo, produzione prevista | monomotore, biposto biplano                   | 1938            |                           |
| PWS-40        | aereo da turismo            | solo prototipo                 | monomotore, biposto monoplano ad ala bassa    | 1939            |                           |
| PWS-50        | aereo da turismo            | solo prototipo                 | monomotore, biposto monoplano ad ala media    | 1930            |                           |
| PWS-51        | aereo da turismo            | solo prototipo                 | monomotore, biposto monoplano ad ala bassa    | 1930            |                           |
| PWS-52        | aereo da turismo            | solo prototipo                 | monomotore biposto monoplano ad ala alta      | 1930            |                           |
| PWS-54        | aereo di linea              | solo prototipo                 | monomotore, quadriposto monoplano ad ala alta | 1933            |                           |
| PWS-101       | aliante                     | piccola serie                  | monoposto monoplano ad ala di gabbiano        | 1937            |                           |
| PWS-102 Rekin | aliante                     | piccola serie                  | monoposto monoplano ad ala di gabbiano        | 1939            |                           |
| PWS-103       | aliante                     | prototipo                      | monoposto monoplano ad ala di gabbiano        | 1940            | completato dai sovietici  |